# Rafael Palau i March
Rafael Palau i March OSB (* 1810 in Mataró; † 1890 in La Garriga) war ein katalanischer Organist, Chorleiter und Komponist. Rafael Palau war 1835 Leiter der Escolania de Montserrat.

## Leben und Werk
Rafael Palau besuchte von 1821 bis 1826 die Escola de Montserrat. Hier war er Schüler von Jacint Boada und Benet Brell. 1826 trat er als Mönch in den Benediktinerorden ein. 1835 wurde er zum Meister der Escolania de Montserrat ernannt. Er ersetzte damit Benet Brell in dieser Position. Wenige Monate später wurde die Klostergemeinschaft aufgrund der politischen Situation aufgelöst.
Palau emigrierte nach Frankreich und wurde Organist am Bischofssitz von Montpellier. Hier zog er mit seinem musikalischen Improvisationstalent viele Menschen in seinen Bann. 1851 wurde die Escolania de Montserrat wieder eingerichtet. 1853 wurde die Position des Meisters der Escolania mit Jacint Boada besetzt. Nach seiner Rückkehr nach Montserrat wurde er zunächst Assistent von Jacint Boada in der musikalischen Leitung der Escolania. Palau verließ das Kloster und wurde anschließend Organist in Granollers und darauf in Caldes de Montbui.
Palau schrieb Messen, Motetten, Symphonien, Sonaten und Fugen.